# زهرا نبیل
زهرا نبیل (۱۲۹۴ – ۱۳۷۶) سناتور مجلس سنای ایران در دوره ششم بین سال‌های ۱۳۵۰ تا ۱۳۵۴ بود.
از مهمترین مشاغل وی ریاست اداره کل باستان‌شناسی و موزه‌ها و عضویت در کمیسیون ملی و تربیتی و فرهنگی یونسکو بود. او از اعضای حزب ایران نوین و از بدو تأسیس شورای زنان عضو هیئت اجرایی آن نیز بود.

## زندگی‌نامه
زهرا نبیل در سال ۱۲۹۴ در تهران زاده شد. او فرزند میرزا ابراهیم خان نبیل‌السلطنه بود. زهرا تحصیلات ابتدائی و متوسطه را در تهران پایان داد و وارد دانشکده ادبیات دانشگاه تهران شد و سرانجام مدرک کارشناسی خویش را در رشته باستان‌شناسی دریافت کرد و به خدمت وزارت فرهنگ درآمد. او برای مدتی در هلند تحصیل کرد و از موزه ملی آثار باستانی لیدن تخصص موزه‌داری را گرفت.

## در مجلس سنا
او در سال ۱۳۵۰ از حوزه انتخابیه تهران نامزد مجلس سنا شد و با برگزیدگی در انتخابات یک دوره چهار ساله را در این مجلس گذراند. در آن دوره سناتورها برای ورود به مجلس سنا می‌بایست از مقام‌های بزرگ مملکتی (همانند وزیر، استاندار، معاون وزیر، سفیر، سه دوره نماینده مجلس و غیره) باشند. چون زهرا نبیل هیچ‌یک از شرایط را نداشت در همان ایام یک ابلاغ معاونت از وزیر مشاور برای او صادر شد و بدین ترتیب او شرایط عضویت در مجلس سنا را پیدا کرد.